# Catostomus occidentalis
Catostomus occidentalis és una espècie de peix de la família dels catostòmids i de l'ordre dels cipriniformes.

## Subespècies
- Catostomus occidentalis lacusanserinus (Fowler, 1913)
- Catostomus occidentalis occidentalis (Ayres, 1854)[1]

## Reproducció
La posta dels ous té lloc sobre fons de grava als rierols o al llarg de les ribes de llacs i embassaments. Els ous s'adhereixen a la grava després d'enfonsar-se i els alevins romanen després de la desclosa en les aigües càlides i poc fondes dels rierols durant 2-3 anys.

## Hàbitat i distribució geogràfica
Es troba a Nord-amèrica: des del riu Mad (el nord de Califòrnia) fins al riu Salinas (Califòrnia central) i al llarg de les conques dels rius Sacramento i San Joaquín (Califòrnia i el sud d'Oregon). També es troba des del llac Goose (Oregon), i a través de conques endorreiques del centre de Califòrnia, fins al riu Kern. Viu tant als rierols de corrent ràpid com a les masses d'aigua gairebé estancades, tot i que és més abundant als tolls d'aigües fredes i clares, i als llacs i embassaments situats entre 200 i 600 m d'altitud. En general, es troba en aigües fondes durant el dia i a l'hivern, i es desplaça a aigües poc fondes per a alimentar-se durant la nit.